# Kloster Walsrode

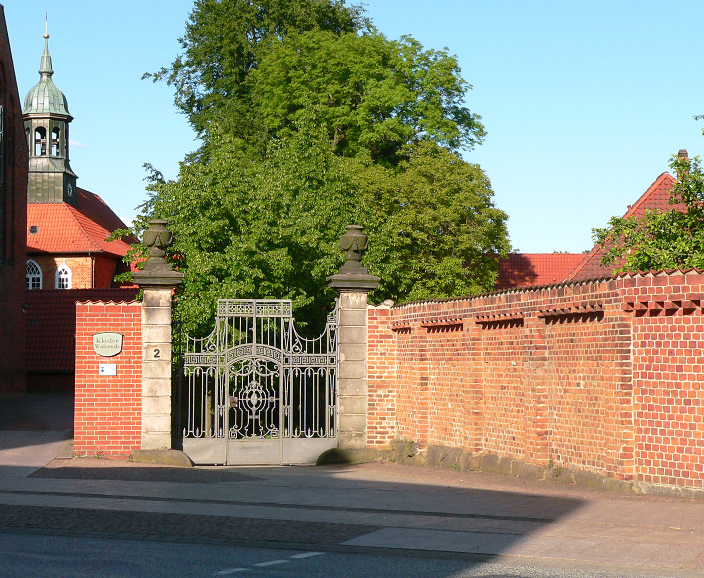
Eingangstor mit Klostermauer, links der Dachreiter der Klosterkapelle

Das Kloster Walsrode in Walsrode ist eines der historischen Lüneklöster. Heute ist es ein evangelisches Frauenstift in der Lüneburger Heide, das von der Klosterkammer Hannover verwaltet wird.

## Geschichte

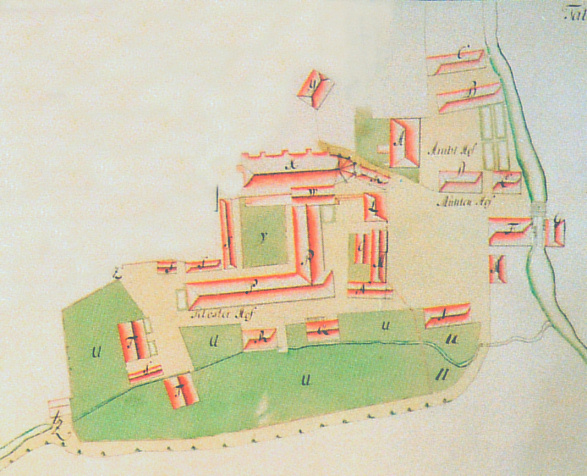
Grundriss der Klosteranlage 1755

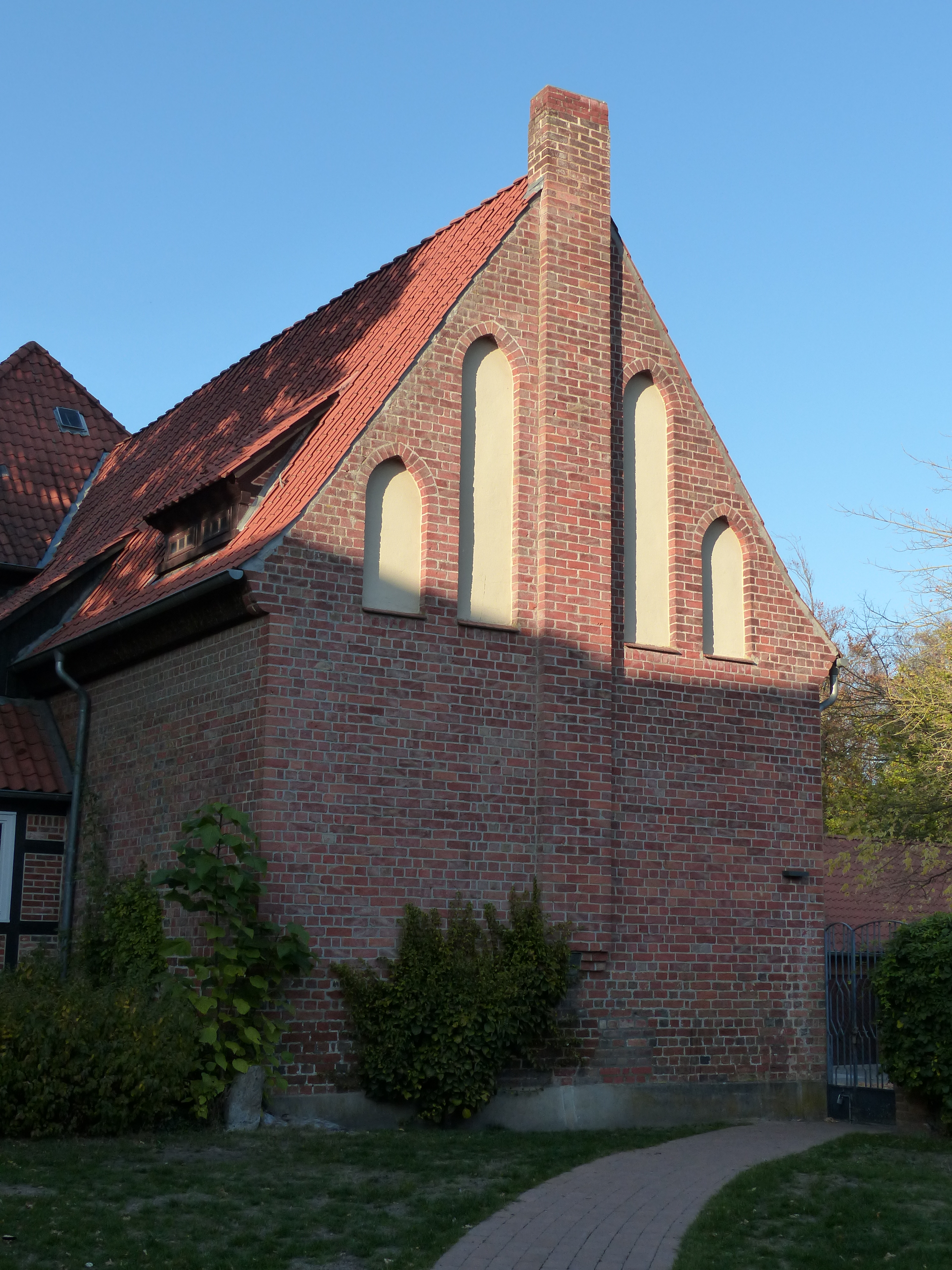
Der neugotische Remter wurde 1910 von Kaiserin Auguste Viktoria gestiftet

Das Kloster wurde im zehnten Jahrhundert durch den Grafen Walo und seine Frau Odelint als Kanonissenstift gestiftet, das genaue Gründungsjahr ist nicht bekannt. Die erste urkundliche Nennung erfolgte in einer Schenkungsurkunde von König Otto III. aus dem Jahr 986. Es ist das mit Abstand älteste Frauenstift im ehemaligen Fürstentum Lüneburg. Sein Schutzpatron ist Johannes der Täufer. Obwohl das Kloster dem Benediktinerorden nicht zugehörig war, wurde die Regel des Hl. Benedikt im Jahr 1255 eingeführt.
Im Jahre 1482 brannten große Teile des Stiftes durch einen Blitzschlag ab. Teile des Backsteinmauerwerks und die Buntglasfenster der Kapelle stammen aus dem nachfolgenden spätgotischen Wiederaufbau. Ab 1528 begann im Laufe der Reformation die Konversion zum lutherischen Glauben, die sich – wie auch in den anderen fünf Lüneburger Klöstern – über mehrere Jahrzehnte hinstreckte, und nach Widerständen des Konvents erst 1570 vollendet war. Fortan wurde das Kloster als evangelisches Damenstift geführt, welches hinfort bis heute mit maximal 11 Bewohnerinnen besetzt war. 1699 verfügte der Welfenherzog Georg Wilhelm auch auf Druck des Adels, dass sämtliche Stellen im Kloster adligen Damen vorbehalten bleiben sollten. 1626, im Dreißigjährigen Krieg, wurde das Kloster durch Soldaten Tillys geplündert. Ab 1700 wurden die stark verfallenen Klostergebäude abgebrochen und durch Neubauten auf den ursprünglichen Grundmauern ersetzt.

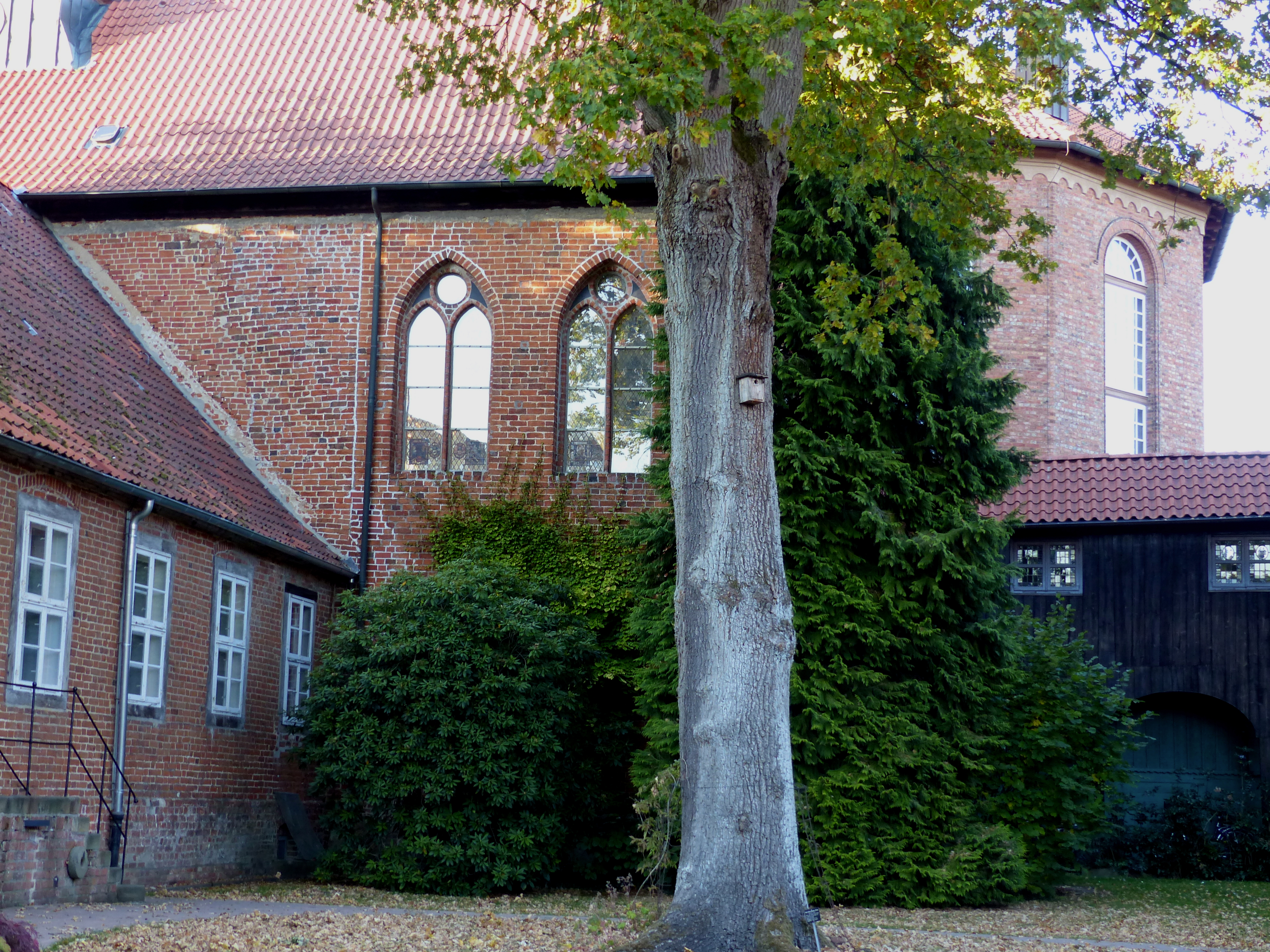
Gotische Südfenster der Klosterkapelle, rechts dahinter der Chor der 1850 errichteten Stadtkirche

In der Zeit von 1812 bis 1815 war der Konvent aufgehoben und das Stift für drei Jahre durch Napoleon besetzt. In der Folge setzten sich der Konvent und seine Mitglieder stark für die sozialen Belange in Walsrode und Umgebung ein. 1835 wurde das eigenständige Amt Walsrode aufgehoben und in die Amtsvogtei Fallingbostel-Soltau eingegliedert. 1842 wurde durch die Äbtissin von Marschalck eine Armenschule in Walsrode begründet, 1875 erfolgte die Errichtung eines ersten Krankenhauses durch die Priorin Amalie von Stoltzenberg. 1890 wurde durch Therese von Plato eine Warteschule für Kinder eingerichtet.
Im Jahr 1980 endete die Beschränkung des Konvents auf die Aufnahme Adeliger, ab sofort wurden auch bürgerliche Frauen als Mitglieder aufgenommen.
Die wechselvolle Geschichte sorgte dafür, dass viele Kunstschätze und die alte Bausubstanz zerstört wurden, so dass heute überwiegend Bauten aus dem 18. Jahrhundert zu sehen sind, wie das bekannte Lange Haus von 1720. Der beachtenswerte Remter ist eine Stiftung des letzten deutschen Kaisers Wilhelm II. und seiner Gemahlin. Erhalten blieben die Fenster der Kapelle in der Ausführung nach dem Brand 1482, eine fast lebensgroße Figur des Klosterstifters Walo aus der Zeit um 1300 sowie eine etwa 500 Jahre alte bekleidete Holzfigur des Christuskindes (Bambino).